# الآدر الكريمة
الآدُرُ الكريمة جهة صلاح هي والدة السلطان الرسولي المجاهد علي بن داوود، وُصفت بأنها سيدة عاقِلة حازمة ذات سياسة وكرم نفس وعلو همة.
تسلمت الآدُرُ مقاليد حكم اليمن حين اعتقل وَلدها المجاهد أربعة عشر شهراً في مصر، فأحسنت ضبط البِلاد، وساهمت في بناء المدرسة الصلاحية في زبيد، وبنت مدرسة أيضاً في قرية السلامة، كما بنت مَسجداً في قرية التَربية وآخر في تعز، توفيت في عام 1361م في مدينة تعز.